# Rotenflue
Rotenflue är en bergstopp i Schweiz.   Den ligger i distriktet Bezirk Schwyz och kantonen Schwyz, i den centrala delen av landet, 100 km öster om huvudstaden Bern. Toppen på Rotenflue är 1 571 meter över havet, eller 177 meter över den omgivande terrängen. Bredden vid basen är 2,0 km.
Terrängen runt Rotenflue är kuperad åt nordväst, men åt sydost är den bergig. Runt Rotenflue är det ganska glesbefolkat, med 43 invånare per kvadratkilometer.. Närmaste större samhälle är Schwyz, 3,7 km väster om Rotenflue. 
I omgivningarna runt Rotenflue växer i huvudsak blandskog.